# Фишер, Фанни
Фа́нни Фи́шер (нем. Fanny Fischer; 7 сентября 1986, Потсдам) — немецкая гребчиха-байдарочница, выступала за сборную Германии во второй половине 2000-х годов. Чемпионка летних Олимпийских игр в Пекине, трёхкратная чемпионка мира, четырежды чемпионка Европы, победительница многих регат национального и международного значения.

## Биография
Фанни Фишер родилась 7 сентября 1986 года в Потсдаме. Активно заниматься греблей на байдарке начала с раннего детства, её отец Франк Фишер тоже был известным байдарочником, четырёхкратный чемпион мира в этом виде спорта, мать Зарина Хюльзенбек — успешная немецкая пловчиха, олимпийская чемпионка в эстафете вольным стилем, а тётя по отцовской линии Биргит Фишер является самой титулованной гребчихой за всю историю гребли на байдарках и каноэ. Проходила подготовку в потсдамском одноимённом каноэ-клубе KC Potsdam.
Первого серьёзного успеха на взрослом международном уровне добилась в 2005 году, когда попала в основной состав немецкой национальной сборной и побывала на чемпионате Европы в польской Познани, откуда привезла награду бронзового достоинства, выигранную в зачёте двухместных байдарок в паре со своей знаменитой тётей Биргит на дистанции 200 метров. Кроме того, в этом сезоне в той же дисциплине получила бронзу на чемпионате мира в хорватском Загребе.
Год спустя выступила на европейском первенстве в Рачице, где стала серебряной призёркой в двойках на двухстах и пятистах метрах, тогда как на мировом первенстве в венгерском Сегеде в двойках взяла серебро на двухстах метрах и бронзу на пятистах. Ещё через год в двухсотметровой гонке двоек обогнала всех соперниц на чемпионате Европы в испанской Понтеведре (также заняла здесь второе место в полукилометровой программе двухместных экипажей). При этом на домашнем чемпионате мира в Дуйсбурге одержала победу в обеих дисциплинах, в которых принимала участие, была лучшей среди байдарок-двоек на дистанциях 200 и 500 метров.
В 2008 году Фишер добавила в послужной список бронзовую награду, полученную в двойках на пятистах метрах на европейском первенстве в Милане. Благодаря череде удачных выступлений удостоилась права защищать честь страны на летних Олимпийских играх в Пекине. Вместе с напарницей Николь Райнхардт в полукилометровой программе двухместных экипажей благополучно дошла до финальной стадии турнира, однако в решающем заезде финишировала лишь четвёртой, немного не дотянув до призовых позиций. В четвёрках с Райнхардт, Катрин Вагнер-Аугустин и Конни Васмут заняла в финале первое место и завоевала тем самым золотую олимпийскую медаль.
После пекинской Олимпиады Фанни Фишер осталась в основном составе гребной команды Германии и продолжила принимать участие в крупнейших международных регатах. Так, в 2009 году на чемпионате Европы в Бранденбурге и на чемпионате мира в Дартмуте она по три раза поднималась на пьедестал почёта, в том числе неизменно была лучшей в программе эстафеты 4 × 200 м. Последний раз показала сколько-нибудь значимые результаты на международной арене в сезоне 2010 года, когда выиграла бронзовую и серебряную медали на европейском первенстве в испанской Корвере, а также пополнила медальную коллекцию серебряной наградой, полученной на мировом первенстве в Познани. Вскоре по окончании этих соревнований приняла решение завершить карьеру профессиональной спортсменки, уступив место в сборной молодым немецким гребчихам.
Замужем за титулованным немецким гребцом Рональдом Рауэ, есть сын (2014).